# St. Antonius (Wagenfeld)

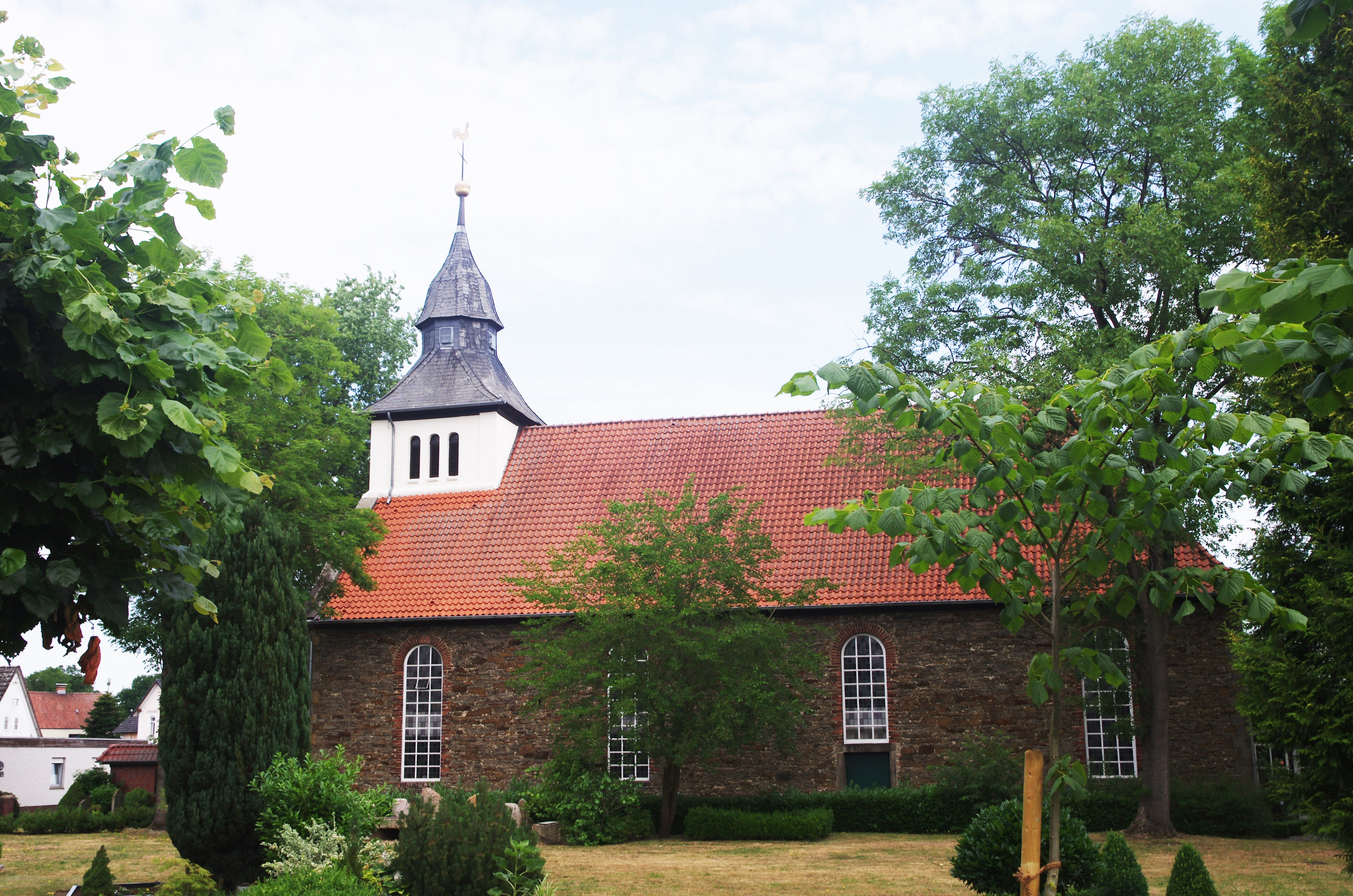
St.-Antonius-Kirche, Wagenfeld

Die evangelisch-lutherische denkmalgeschützte Kirche St. Antonius steht in Wagenfeld, einer Einheitsgemeinde im Landkreis Diepholz von Niedersachsen. Die Kirchengemeinde gehört zum Kirchenkreis Grafschaft Diepholz im Sprengel Osnabrück der Evangelisch-lutherischen Landeskirche Hannovers.

## Beschreibung
Die erste Kirche stammt von 1482, die zweite von 1610. Nachdem sie baufällig geworden war, wurde die heutige Saalkirche 1772–74 erbaut, wie auf einer Spolie vermerkt ist. Aus dem Satteldach des Langhauses erhebt sich im Westen ein Dachturm, der mit einer oktogonalen Haube bedeckt ist. Im Glockenstuhl hängen zwei Kirchenglocken, die ältere wurde 1498, die jüngere 1953 gegossen. Im unverputzten Bruchsteinmauerwerk sind hohe Bogenfenster, die mit Backsteinen umrahmt sind. 
Der Innenraum ist mit einer durchgehenden Flachdecke überspannt. Die dreiseitig umlaufenden Emporen stehen auf achteckigen Stützen. Die Kirchenausstattung stammt recht einheitlich aus dem zweiten Kirchengebäude. Der mit Rollwerk dekorierte Altar hat unten ein Gemälde vom Abendmahl, oben ein Gemälde von der Kreuzigung. Aus derselben Zeit ist die schlichte Kanzel. Im Eingang befinden sich Epitaphe von zwei Rittern von Cornberg, der eine von 1644 und der andere von 1650. Die erste Orgel wurde 1654 fertiggestellt. Nach dem Neubau der Kirche wurde 1774 eine neue Orgel, 1895 dann erneut eine neue Orgel angeschafft.